# Gladioglanis anacanthus
Gladioglanis anacanthus es una especie de peces de la familia Heptapteridae en el orden de los Siluriformes.

## Morfología
• Los machos pueden llegar alcanzar los 2,6 cm de longitud total.

## Hábitat
Es un pez de agua dulce y de clima tropical.

## Distribución geográfica
Se encuentran en Sudamérica: Lago do Mama a la  cuenca del río Aripuana ( Amazonas, Brasil ).